# Gonyosoma hainanense
Gonyosoma hainanense — вид змій з родини полозових (Colubridae). Описаний у 2021 році.

## Поширення
Ендемік китайського острова Хайнань. Поширений у горах Дяолуошань і Цзяньфенлін. Мешкає в субтропічних лісах на висоті від ~200 до 900 м над рівнем моря, особливо в долинах з потоками.

## Опис
Змія має довгу і загострену морду з тонким відростком, вкриту дрібною гладкою лускою, довжина тіла дорослої особини становить 652—927 мм. Основний колір спини рівномірно-зелений, змінюється на блідо-зелений на боках тіла. Середня і верхня сторони тіла з чорною інтерстиціальною шкірою, одна або дві короткі білі смуги на передньому боковому краї більшості спинних лусок відкриті та видимі, коли тіло роздуте. Вентральна поверхня блідо-зелена, жовта лінія вздовж кожного латеровентрального краю.

## Спосіб життя
Веде нічний спосіб життя. Мешкає на деревах. Відкладає шість білих яєць. Інкубаційний період — 62 дні. Новонароджені та молодняк сірі, з чорними орбітальними смугами. Забарвлення поступово змінюється на зелене, коли змія дорослішає, а чорні орбітальні смуги поступово бліднуть. У неволі особини поживають мишей. На диких особин полює Lycodon rosozonatus.